# Байдадаева, Турдихон
Турдихон Байдадаева — советский узбекистанский хозяйственный деятель, Герой Социалистического Труда.

## Биография
Родилась в 1933 году в Ферганской области Узбекской ССР. Член КПСС с 1957 года.
В 1957—1983 — колхозница колхоза имени Хрущёва (затем — имени Навои) Ферганского района Ферганской области.
Указом Президиума Верховного Совета СССР от 11 января 1957 года присвоено звание Героя Социалистического Труда с вручением ордена Ленина и золотой медали «Серп и Молот».
Умерла в 2021 году в Ферганской области Узбекистана.

## Награды и звания
- Герой Социалистического Труда (11.01.1957)
- Орден Ленина (11.01.1957)